# Сальник (буріння свердловин)
Сальник (буріння свердловин) — суміш вибуреної гірської породи у промивальній рідині. Сальник може мати висоту близько 100 м.
Сальники зазвичай складаються з в'язкого глинистого матеріалу з частинками шламу, утворюються при забрудненості свердловини шламом внаслідок поганого промивання свердловин, неякісного очищення промивальної рідини, буріння без проробок, ступінчастості стовбура свердловини, наявності каверн, жолобів, негерметичності бурильної колони, великої кривизни стовбура тощо.
Під час проробки стовбура свердловини під спуск обсадної колони можуть утворюватись сальники. Глинисті відклади під дією фільтрату (води) з промивальної рідини набухають і стають липкими. Під час проробки така липка глина налипає на елементи компоновки і утворює сальник. Тому необхідно після проробки, перед спуском колони, перевірити свердловину на відсутність сальників з допомогою каверноміра. Каверни у стовбурі свердловини заповнюються шламом та загуслою промивальною рідиною.
Утворення сальників — одна з причин прихоплення бурильної колони. Профілактика прихоплювань, обумовлених утворенням сальника і осіданням твердої фази промивальної рідини, пов'язана з підтриманням технологічних властивостей промивальної рідини відповідно до гірничо-геологічних умов буріння та її очищенням від шламу, здійсненням контролю за дотриманням параметрів режиму буріння і герметичністю бурильної колони.